# Коста Боснић
Коста Боснић (Подови, код Дрвара, 21. јануар 1923 — Саница, код Кључа, 2. август 1944), учесник Народноослободилачке борбе и народни херој Југославије.

## Биографија
Рођен је 21. јануара 1923. године у селу Подови, код Дрвара. Потицао је из радничке породице, па се после завршене основне школе у Дрвару, определио за изучавање заната. Завршио је металски и фрезерски занат и потом се запослио у машинском погону фабрике за прераду дрвета „Шипад“.
Још у време учења заната, од старијих радника добио је прва сазнања о револуционарном радничком покрету, коме се касније и сам прикључио. Био је члан Уједињеног радничког синдикалног сваеза (УРССЈ) и био учесник неколико штрајкова. Фебруара 1939. године, заједно са групом ученика на занату, био је ухапшен, након једне акдије и у притвору задржан 40 дана. Након тога је био примљен у чланство Савеза комунистичке омладине Југославије (СКОЈ).
Године 1940. напустио је Дрвар и кратко време радио у Сремској Митровици, а потом у Београду. После Априлског рата и окупације Југославије, 1941. године, вратио се у Дрвар. Као члан СКОЈ-а, активно је радио на припреми устанка. У току лета 1941. године, за време устанка и ослобођења Дрвара, активно је радио на организовању омладине у СКОЈ и Народноослободилачки покрет (НОП).
У јесен 1941. године примљен је у чланство Комунистичке партије Југославије (КПЈ) и постављен за секретара Среског комитета СКОЈ-а за Дрвар. Почетком 1942. године постао је секретар Окружног комитета СКОЈ-а за Дрвар. Крајем 1943. године је био изабран и за члана Покрајинског комитета СКОЈ-а за Босну и Херцеговину. Извесно време током 1943. године налазио се у Шестој крајишкој ударној бригади, где је био члан Политодела. Потом је прешао на дужност секретара Обласног комитета СКОЈ-а за Босанску крајину.
На Првој земаљској конференцији Народноослободилачког фронта (НОФ) за Босну и Херцеговину, одржаном 3. јула 1944. године у околини Санског Моста, био је у име УСАОЈ-а, изабран у Извршни одбор Главног одбора НОФ Босне и Херцеговине. Такође, 1. јула 1944. године је био изабран за већника Земаљског антифашистичког већа народног ослобођења Босне и Херцеговине (ЗАВНОБиХ).
Иако млад, био је добар говорник, а посебно се истицао у раду са младима. Учествовао је у организовању првих омладинских радних акција у Босанској крајини, од којих је најпознатија „жетва у Саничкој долини“, 1942. године, када су омладинске радне бригаде сакупљале летину, да не би пала у руке усташама.
Погинуо је 2. августа 1944. године, заједно са својим другом и саборцем Владимиром Неметом Брацом, приликом ваздушног напада, на путу између Кључа и Босанског Петровца. Они су тада ишли у Саницу, на збор народа Подгрмеча поводом празника Илиндана.
Указом Президијума Народне скупштине Федеративне Народне Републике Југославије, 20. децембра 1951. године, проглашен је за народног хероја.